# John Rutledge junior
John Rutledge, Jr. (* 1766 in Charleston, Province of South Carolina; † 1. September 1819 in Philadelphia, Pennsylvania) war ein US-amerikanischer Politiker. Zwischen 1797 und 1803 vertrat er den Bundesstaat South Carolina im US-Repräsentantenhaus.

## Werdegang
John Rutledge, Sohn John Rutledge und Elizabeth Grimké, entstammte einer bekannten Politikerfamilie. Sein gleichnamiger Vater  (1739–1800) war Mitglied des Kontinentalkongresses und 1795 Oberster Bundesrichter der Vereinigten Staaten. Der jüngere John Rutledge war ein Neffe von Edward Rutledge (1749–1800), der von 1798 bis zu seinem Tod als Gouverneur von South Carolina amtierte.
John Rutledge Jr. genoss eine private Erziehung, ehe er öffentlichen Schulen in Charleston und Philadelphia besuchte. Nach einem anschließenden Jurastudium bei seinem Vater und seiner um das Jahr 1787 erfolgten Zulassung als Rechtsanwalt begann er in Charleston zu praktizieren. Außerdem begann er als Sklavenhalter und Pflanzer zu wirken. Rutledge wurde Mitglied der von Alexander Hamilton gegründeten Föderalistischen Partei. Zwischen 1788 und 1794 sowie im Jahr 1811 war er Abgeordneter im Repräsentantenhaus von South Carolina. Im Jahr 1794 kandidierte er erfolglos für den Kongress.
Bei den Kongresswahlen des Jahres 1796 wurde er im zweiten Wahlbezirk von South Carolina in das US-Repräsentantenhaus gewählt. Dort trat er am 4. März 1797 die Nachfolge von Wade Hampton an. Nach zwei Wiederwahlen konnte er bis zum 3. März 1803 drei zusammenhängende Legislaturperioden im Kongress absolvieren. In dieser Zeit wurde die neue Hauptstadt Washington, D.C. bezogen. Bei den Wahlen des Jahres 1802 verlor Rutledge gegen William Butler von der Demokratisch-Republikanischen Partei.
Seit 1799 war Rutledge Mitglied der Miliz von South Carolina. Im Lauf der Jahre stieg er bis zum Regimentskommandeur auf. Als solcher nahm er am Britisch-Amerikanischen Krieg von 1812 teil. Bis zu seinem Tod blieb er in der Miliz. Seit 1792 war Rutledge mit Sara Motte Smith verheiratet, mit der er sieben Kinder hatte. 1804 kam es zu einem Eklat, als seine Frau eine Affäre mit einem Dr. Horace Senter hatte. Rutledge tötete Senter in einem Duell und trennte sich von seiner Frau. Er starb am 1. September 1819 in Philadelphia.